# Deuteraphorura mildneri
Deuteraphorura mildneri is een springstaartensoort uit de familie van de Onychiuridae. De wetenschappelijke naam van de soort is voor het eerst geldig gepubliceerd in 1985 door Christian.